# Брайцев, Василий Романович
Василий Романович Брайцев (26 февраля (10 марта) 1878 — 9 июня 1964, Москва) — советский хирург, доктор медицины (1910), профессор (1920), действительный член Академии медицинских наук СССР (1945).

## Биография
Родился 26 февраля (10 марта) 1878 года в селе Забелышино Климовичского уезда Могилевской губернии в крестьянской семье.

В детстве приходилось трудиться в крестьянском хозяйстве. Обучался в Смоленске в гимназии, по окончании которой поступил на медицинский факультет Московского университета. С отличием окончив в 1906 году университет, Брайцев был приглашен на должность внештатного ординатора в госпитальную хирургическую клинику медицинского факультета университета, где работал под руководством известных русских медиков-хирургов — П. И. Дьяконова и А. В. Мартынова. В 1910 году защитил диссертацию на степень доктора медицины по теме «Рак прямой кишки, оперативное его лечение», за которую был удостоен почетной премии им. профессора И. Н. Новацкого.
В годы Первой мировой войны Брайцев работал в одном из хирургических госпиталей в Москве. С 1919 года он заведовал кафедрой оперативной хирургии и топографической анатомии, с 1920 года — факультетской хирургии Высшей медицинской школы в Москве. С декабря 1924 года Василий Романович — научный руководитель хирургического отделения Центральной клинической больницы им. Н. А. Семашко, одновременно в 1937—1959 годах был заведующим кафедрой хирургии Центрального института усовершенствования врачей на базе этой же больницы.
Член ВКП(б)/КПСС с 1943 года. В Великую Отечественную войну Брайцев был начальником военного госпиталя ВЦСПС и консультант нескольких эвакогоспиталей. После войны, в 1946—1947 годах — главный хирург Минздрава СССР.
Кроме научной, В. Р. Брайцев занимался общественной деятельностью — состоял депутатом Моссовета четырёх созывов, был председателем Всесоюзного общества хирургов, заместителем председателя Хирургического общества Москвы и Московской области, членом Международного общества хирургов и почетным членом ряда иностранных хирургических обществ. Ему принадлежит более 130 научных работ, в том числе 12 монографий, которые посвящены хирургическим заболеваниям пищевода, желудка и кишечника, легких и средостения, болезням сосудов, почек и периферических нервных стволов.
Умер 9 июня 1964 года в Москве. Похоронен на Новодевичьем кладбище (6 участок, 7 ряд).

## Награды
- Награждён двумя орденами Ленина, орденом Трудового Красного Знамени и медалями.[2]
- Заслуженный деятель науки РСФСР (1946).